# Aristastoma
Aristastoma är ett släkte av svampar. Aristastoma ingår i divisionen sporsäcksvampar och riket svampar.